# PFK Bunjodkor
PFK Bunjodkor (příp. FC Bunyodkor) (cyrilicí Бунёдкор) je uzbecký fotbalový klub z Taškentu založený v roce 2005 pod názvem PFK Kuruviči. Ke změně názvu došlo v srpnu 2008. V roce 2007 se klub umístil v uzbecké první lize na druhém místě, díky čemuž se kvalifikoval do Ligy mistrů AFC 2008, kde se probojoval až do semifinále. Ve stejném roce se stal klub uzbeckým mistrem.
Do povědomí fotbalových fanoušků se klub dostal zejména pokusem angažovat kamerunskou hvězdu katalánského velkoklubu FC Barcelona - Samuela Eto'oa. Přestože Eto'o nakonec do klubu nepřestoupil, podařilo se vedení zajistit náhradu v podobě bývalé brazilské hvězdy Rivalda, který do klubu přestoupil 25. srpna 2008 z AEK Athény a rovněž brazilského trenéra Zica.

## Úspěchy
- Uzbecká Olij ligasi: 1× vítězství (2008)
- Uzbecký pohár: 1× vítězství (2008)

### PoháryAFC
- Liga mistrů AFC: 1× účast a semifinále (2008)